# Jorge Jesus
Pour les articles homonymes, voir Jésus (homonymie).
Jorge Fernando Pinheiro de Jesus, dit Jorge Jesus, né le 24 juillet 1954 à Amadora (Portugal), est un footballeur portugais, reconverti entraîneur. 
Sa culture tactique et son jeu porté sur l'offensive font sa réputation. Il est connu entre autres pour avoir pu donner une seconde jeunesse à l'équipe du SL Benfica et lancer de nombreux talents comme Ángel Di María, David Luiz ou encore Fábio Coentrão. Après des échecs en compétitions européennes, double finaliste malheureux de la Ligue Europa, il connaît la consécration continentale en Amérique du Sud avec le club brésilien du CR Flamengo en remportant la Copa Libertadores 2019 contre River Plate.

## Biographie

### Joueur
Au total, il dispute 167 matchs et marque 14 buts en première division portugaise.

### Entraîneur
Après avoir commencé comme manager avec le modeste Amora FC, Jesus entraîne en novembre 1993 au FC Felgueiras, aidant le club à monter en première division en 1995. La saison suivante, Felgueiras descend en deuxième division et Jesus quitte le club. Il revient entraîner Felgueiras de février 1997 à janvier 1998.
Par la suite, il mène l'Estrela da Amadora à deux huitièmes places consécutives en première division puis il entraîne Vitória Setúbal et Amadora, célébrant des promotions de haut niveau avec les deux, même s'il est renvoyé par ce dernier en mars 2003. Lors de la saison 2003-04, il parvient avec le Vitória Guimarães à éviter la relégation, en terminant avec deux points d'avance sur le premier relégué, Alverca.
Au cours des quatre années suivantes, toujours en division 1, Jesus dirige l'équipe de Moreirense FC, l'União de Leiria et Belenenses, terminant cinquième avec ce dernier, qualifié pour la Coupe de UEFA, ajoutant une présence en finale de la Coupe du Portugal 2006-2007 perdu 0-1 au Sporting CP. Lors de la saison 2007-2008, le club est éliminé au premier tour de la Coupe de UEFA face au Bayern Munich. En championnat, Belenenses termine huitième.
Après avoir quitté Belenenses, Jorge Jésus devient entraîneur du SC Braga lors de la saison 2008-2009, menant le club à la cinquième place du championnat. Braga est le premier club portugais à remporter la Coupe Intertoto en 2008 (année de sa dernière édition). En Coupe de l'UEFA, Braga atteint les huitièmes de finale et est battu par le Paris Saint-Germain de Paul le Guen sur un score cumulé de 0-1.

#### Premier passage au SL Benfica
Le 17 juin 2009, Jorge Jésus quitte le Sporting Braga en remplaçant Quique Sánchez Flores à la tête du Benfica. Au cours de sa première année, Jesus a mené le Benfica au titre de première division après une attente de cinq ans, avec seulement deux défaites en championnat et 78 buts marqués. Il remporte aussi la Coupe de la Ligue portugaise. Le Benfica atteint les quarts de finale en Ligue Europa, éliminé par Liverpool sur un score cumulé de 3-5. Le 5 octobre 2009, Jésus a remporté sa 100e victoire dans la ligue portugaise, dans une victoire à domicile 3-1 contre le Paços de Ferreira. Lors de la saison 2010-2011, le club termine 2e  du championnat, vainqueur de la Coupe de la Ligue, finaliste de la supercoupe du Portugal face au FC Porto, éliminé en demi-finale de la Coupe du Portugal face au FC Porto, et éliminé en demi-finale de la Ligue Europa face à Braga. Lors de la saison 2011-2012, le club termine à nouveau 2e du championnat, remporte son quatrième titre consécutives en Coupe de la Ligue (la troisième pour Jesus), éliminé en quarts de finale de la Ligue des Champions par Chelsea et éliminé en huitièmes de finale de la Coupe du Portugal par Maritimo. 
Mais c’est lors de la saison 2012-2013 que Jorge Jesus a dû faire face à une situation inédite depuis la saison 2001-2002 du Bayer Leverkusen en perdant les 3 titres majeurs lors du dernier match de chaque compétition. Le Benfica termine pour la troisième année consécutives 2e du championnat en étant leader du championnat avant le début de l’avant-dernière journée du championnat (avec seulement 1 défaite), le club est battu en finale de la Coupe du Portugal face au Vitória de Guimarães, battu en finale de la Ligue Europa face à Chelsea, éliminé en demi-finale de la Coupe de la Ligue face à Braga.

#### Sporting CP
Le 4 juin 2015, il décide de quitter le club de SL Benfica, pour s'engager avec l'autre club de la capitale et rival, le Sporting CP, pour une durée de trois ans avec un salaire annuel brut de six millions d'euros.

#### Premier passage au Al-Hilal SFC
En 2018, il quitte le Sporting CP pour signer un contrat de deux ans avec l'équipe saoudien du Al-Hilal SFC. C'est sa première expérience à l'étranger, lui rapportant sept millions d'euros par saison. 
Le 31 janvier 2019, Jorge Jesus est remplacé à la tête du club saoudien par Zoran Mamić : son contrat est résilié d'un « commun accord » pour divergences de point de vue avec sa direction.

#### CR Flamengo
Le 1er juin 2019, il est nommé entraîneur du CR Flamengo.
Le 23 novembre 2019, il remporte la Copa Libertadores avec le club brésilien de Flamengo. Le lendemain, son équipe est sacrée championne du Brésil. Arrivant en fin de contrat en mai 2020, il prolonge d'un an avec le club brésilien.

#### Retour au SL Benfica
Le 18 juillet 2020, Jorge Jesus démissionne de son poste d'entraîneur du CR Flamengo pour revenir au SL Benfica.
Le 28 décembre 2021, il démissionne de son poste d'entraîneur du SL Benfica.

#### Fenerbahçe SK
Le 1er juillet 2022, Jorge Jesus devient l'entraîneur du Fenerbahçe SK, poste qu'il quittera le 12 juin 2023,.

#### Retour au Al-Hilal SFC
Le 1er juillet 2023, Jorge Jesus devient pour la deuxième fois entraîneur du Al-Hilal SFC.
Le 3 mai 2025, le club saoudien se sépare de l'entraîneur portugais,,.

## Palmarès d'entraîneur
Amora FC
- Segunda Divisão B (1) : 1992.

 CF Belenenses
- Finaliste de la Coupe du Portugal : 2007.

 Sporting Braga
- Coupe Intertoto (1) : 2008.

 Benfica Lisbonne
- Championnat du Portugal (3) : 2010, 2014 et 2015.
- Coupe du Portugal (1) : 2014 .
- Coupe de la ligue (5) : 2010, 2011, 2012, 2014 et 2015.
- Supercoupe du Portugal (1) : 2014.
- Finaliste de la Ligue Europa : 2013 et 2014.
- Finaliste de la Coupe du Portugal : 2013.
- Finaliste de la Supercoupe du Portugal : 2010.
- Vice-champion du Portugal en 2011, 2012 et 2013.

 Sporting Portugal
- Supercoupe du Portugal (1) : 2015.
- Coupe de la ligue (1) : 2018.
- Finaliste de la Coupe du Portugal : 2018.
- Vice-champion du Portugal en 2016.

 Al-Hilal SFC
- Championnat d’Arabie Saoudite (1) : 2024 .
- Supercoupe d'Arabie saoudite de football (3) : 2018 (en), 2023 (en) et 2024 (en).
- Coupe du Roi (1) : 2024 (en).

 CR Flamengo
- Copa Libertadores (1) : 2019[17].
- Championnat du Brésil (1) : 2019[18].
- Supercoupe du Brésil (1) : 2020[19].
- Recopa Sudamericana (1) : 2020[20].
- Championnat de Rio de Janeiro (2) : 2019 et 2020[21].
- Finaliste de la Coupe du monde des clubs : 2019[22].

 Fenerbahçe SK
- Coupe de Turquie (1) : 2023.
- Vice-champion de Turquie en 2023.

## Distinctions individuelles
- Élu meilleur entraîneur du championnat portugais : 2010[23], 2014[24] et 2015[25].
- Cosme Damião Award – Entraîneur de l'année 2014.
- Élu meilleur entraîneur du championnat brésilien : 2019.